# Хил Харпър
Франк Юджийн Харпър (на английски: Frank Eugene Harper) (роден на 17 май 1966 г.), известен с професионалния си псевдоним Хил Харпър (на английски: Hill Harper), е американски телевизионен и филмов актьор. Най-известен е с ролята си на д-р Шелдън Хоукс във всичките девет сезона на сериала „От местопрестъплението: Ню Йорк“.